# Tweede Kamerverkiezingen 1989/Kandidatenlijst/Grote Alliance Partij
Dit is de kandidatenlijst voor de Tweede Kamerverkiezingen 1989 van de Grote Alliance Partij. De partij deed alleen mee in kieskring 9 (Amsterdam).

## De lijst
1. J.A. Geiger - 42 stemmen
2. Ron van de Ven - 12

CDA · PvdA · VVD · D66 · SGP · Groen Links · GPV · RPF · VCN · SP · Humanistische Partij · Milieu Defensie Partij 2000+ · PDS · Realisten Nederland · AWP · Bejaarden Centraal · Vrouwenpartij · Socialistische Minderheden Partij · Centrumdemocraten · De Groenen · PPvO · VMP · SAP · Grote Alliance Partij · Staatkundige Federatie